# Élections générales espagnoles de 2015 en Galice
Les élections générales espagnoles de 2015 (en espagnol : Elecciones generales de España de 2015) se sont tenues le dimanche 20 décembre 2015 afin d'élire les 350 députés et 208 des 266 sénateurs de la XIe législature des Cortes Generales. 23 députés sont élus en Galice.

## Résultats

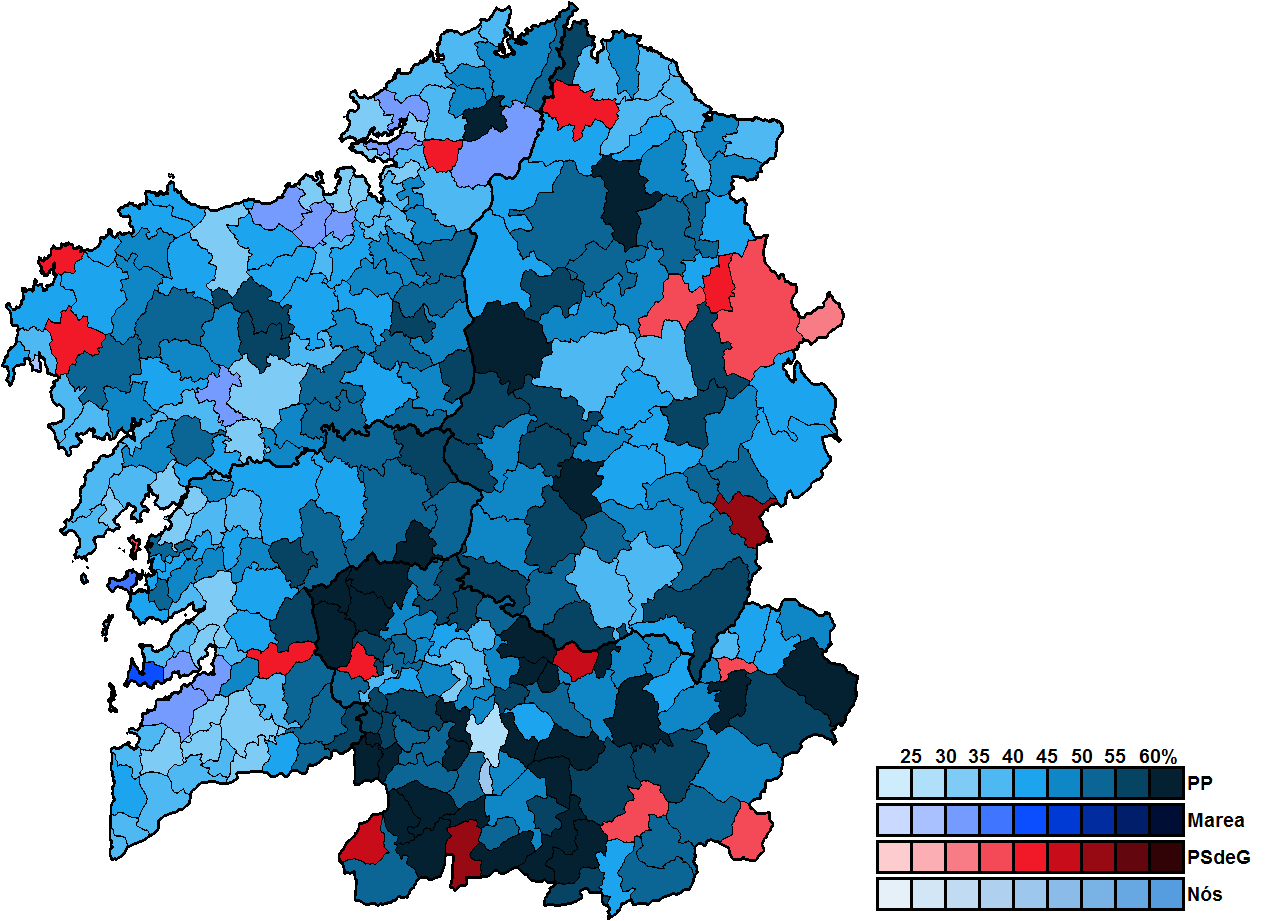
Résultats par commune.

| Parti                  | Parti                                                   | Voix      | %     | +/-   | Sièges | +/-           |
| ---------------------- | ------------------------------------------------------- | --------- | ----- | ----- | ------ | ------------- |
|                        | Parti populaire (PP)                                    | 609 623   | 37,12 | 15,41 | 10     | 5             |
|                        | En Marea (Pod.-Anova-EU)                                | 410 698   | 25,01 | 20,28 | 6      | 6             |
|                        | Parti des socialistes de Galice (PSdeG-PSOE)            | 350 220   | 21,33 | 6,48  | 6      | en stagnation |
|                        | Ciudadanos (Cs)                                         | 148 852   | 9,06  | Nv.   | 1      | 1             |
|                        | Candidature galicienne (CG-Nós)                         | 70 863    | 4,32  | 6,86  | 0      | 2             |
|                        | Parti animaliste contre la maltraitance animale (PACMA) | 13 523    | 0,82  | 0,37  | 0      | en stagnation |
|                        | Union, progrès et démocratie (UPyD)                     | 8 456     | 0,51  | 0,70  | 0      | en stagnation |
|                        | Recortes Cero-Grupo Verde (RC-GV)                       | 3 829     | 0,23  | Nv.   | 0      | en stagnation |
|                        | Communistes de Galicie (CdG-PCPE)                       | 3 245     | 0,20  | Nv.   | 0      | en stagnation |
|                        | Parti de la terre (PT)                                  | 3 026     | 0,18  | Nv.   | 0      | en stagnation |
|                        | Autres partis                                           | 2 548     | 0,16  | -     | 0      | -             |
|                        | Vote blanc                                              | 17 349    | 1,06  | 0,56  |        |               |
|                        |                                                         |           |       |       |        |               |
| Suffrages exprimés     | Suffrages exprimés                                      | 1 642 232 | 98,64 |       |        |               |
| Votes nuls             | Votes nuls                                              | 22 719    | 1,36  |       |        |               |
| Total                  | Total                                                   | 1 664 951 | 100   | -     | 23     | en stagnation |
| Abstention             | Abstention                                              | 1 040 901 | 38,47 |       |        |               |
| Inscrits/Participation | Inscrits/Participation                                  | 2 705 852 | 61,53 |       |        |               |

### Résultats par provinces

#### La Corogne
| Parti                  | Parti                                                   | Voix      | %     | +/-   | Sièges | +/-           |
| ---------------------- | ------------------------------------------------------- | --------- | ----- | ----- | ------ | ------------- |
|                        | Parti populaire (PP)                                    | 239 303   | 35,50 | 16,02 | 3      | 2             |
|                        | En Marea (Pod.-Anova-EU)                                | 177 581   | 26,34 | 21,03 | 2      | 2             |
|                        | Parti des socialistes de Galice (PSdeG-PSOE)            | 137 734   | 20,43 | 6,89  | 2      | en stagnation |
|                        | Ciudadanos (Cs)                                         | 66 784    | 9,91  | Nv.   | 1      | 1             |
|                        | Candidature galicienne (CG-Nós)                         | 30 618    | 4,54  | 7,16  | 0      | 1             |
|                        | Parti animaliste contre la maltraitance animale (PACMA) | 5 169     | 0,77  | 0,36  | 0      | en stagnation |
|                        | Union, progrès et démocratie (UPyD)                     | 3 531     | 0,52  | 0,80  | 0      | en stagnation |
|                        | Recortes Cero-Grupo Verde (RC-GV)                       | 1 548     | 0,23  | Nv.   | 0      | en stagnation |
|                        | Communistes de Galicie (CdG-PCPE)                       | 1 447     | 0,21  | 0,01  | 0      | en stagnation |
|                        | Vox                                                     | 1 246     | 0,18  | Nv.   | 0      | en stagnation |
|                        | Parti de la terre (PT)                                  | 1 119     | 0,17  | Nv.   | 0      | en stagnation |
|                        | Solidarité et autogestion internationaliste (SAIn)      | 429       | 0,06  | 0,01  | 0      | en stagnation |
|                        | Vote blanc                                              | 7 674     | 1,14  | 0,69  |        |               |
|                        |                                                         |           |       |       |        |               |
| Suffrages exprimés     | Suffrages exprimés                                      | 674 183   | 98,75 |       |        |               |
| Votes nuls             | Votes nuls                                              | 8 562     | 1,25  |       |        |               |
| Total                  | Total                                                   | 682 745   | 100   | -     | 8      | en stagnation |
| Abstention             | Abstention                                              | 406 077   | 37,30 |       |        |               |
| Inscrits/Participation | Inscrits/Participation                                  | 1 088 822 | 62,70 |       |        |               |

#### Lugo
| Parti                  | Parti                                                   | Voix    | %     | +/-   | Sièges | +/-           |
| ---------------------- | ------------------------------------------------------- | ------- | ----- | ----- | ------ | ------------- |
|                        | Parti populaire (PP)                                    | 86 446  | 42,51 | 13,59 | 2      | 1             |
|                        | Parti des socialistes de Galice (PSdeG-PSOE)            | 48 772  | 23,98 | 4,37  | 1      | en stagnation |
|                        | En Marea (Pod.-Anova-EU)                                | 39 122  | 19,24 | 16,19 | 1      | 1             |
|                        | Ciudadanos (Cs)                                         | 15 441  | 7,59  | Nv.   | 0      | en stagnation |
|                        | Candidature galicienne (CG-Nós)                         | 7 253   | 3,57  | 5,58  | 0      | en stagnation |
|                        | Parti animaliste contre la maltraitance animale (PACMA) | 1 633   | 0,80  | 0,31  | 0      | en stagnation |
|                        | Union, progrès et démocratie (UPyD)                     | 971     | 0,48  | 0,45  | 0      | en stagnation |
|                        | Recortes Cero-Grupo Verde (RC-GV)                       | 443     | 0,22  | Nv.   | 0      | en stagnation |
|                        | Communistes de Galicie (CdG-PCPE)                       | 421     | 0,21  | Nv.   | 0      | en stagnation |
|                        | Parti de la terre (PT)                                  | 405     | 0,20  | Nv.   | 0      | en stagnation |
|                        | Vote blanc                                              | 2 445   | 1,20  | 0,48  |        |               |
|                        |                                                         |         |       |       |        |               |
| Suffrages exprimés     | Suffrages exprimés                                      | 203 352 | 98,20 |       |        |               |
| Votes nuls             | Votes nuls                                              | 3 732   | 1,80  |       |        |               |
| Total                  | Total                                                   | 207 084 | 100   | -     | 4      | en stagnation |
| Abstention             | Abstention                                              | 142 463 | 40,76 |       |        |               |
| Inscrits/Participation | Inscrits/Participation                                  | 349 547 | 59,24 |       |        |               |

#### Ourense
| Parti                  | Parti                                        | Voix    | %     | +/-   | Sièges | +/-           |
| ---------------------- | -------------------------------------------- | ------- | ----- | ----- | ------ | ------------- |
|                        | Parti populaire (PP)                         | 86 673  | 44,92 | 11,76 | 2      | 1             |
|                        | Parti des socialistes de Galice (PSdeG-PSOE) | 44 726  | 23,18 | 4,89  | 1      | en stagnation |
|                        | En Marea (Pod.-Anova-EU)                     | 34 357  | 17,81 | 14,93 | 1      | 1             |
|                        | Ciudadanos (Cs)                              | 15 174  | 7,86  | Nv.   | 0      | en stagnation |
|                        | Candidature galicienne (CG-Nós)              | 6 455   | 3,35  | 5,98  | 0      | en stagnation |
|                        | PACMA                                        | 1 406   | 0,73  | 0,40  | 0      | en stagnation |
|                        | Pour la gauche (X Izda)                      | 873     | 0,45  | Nv.   | 0      | en stagnation |
|                        | Union, progrès et démocratie (UPyD)          | 777     | 0,40  | 0,42  | 0      | en stagnation |
|                        | Recortes Cero-Grupo Verde (RC-GV)            | 399     | 0,21  | Nv.   | 0      | en stagnation |
|                        | Parti de la terre (PT)                       | 344     | 0,18  | Nv.   | 0      | en stagnation |
|                        | Vote blanc                                   | 1 749   | 0,91  | 0,49  |        |               |
|                        |                                              |         |       |       |        |               |
| Suffrages exprimés     | Suffrages exprimés                           | 192 933 | 98,70 |       |        |               |
| Votes nuls             | Votes nuls                                   | 2 542   | 1,30  |       |        |               |
| Total                  | Total                                        | 195 475 | 100   | -     | 4      | en stagnation |
| Abstention             | Abstention                                   | 170 038 | 46,52 |       |        |               |
| Inscrits/Participation | Inscrits/Participation                       | 365 513 | 53,48 |       |        |               |

#### Pontevedra
| Parti                  | Parti                                                   | Voix    | %     | +/-   | Sièges | +/-           |
| ---------------------- | ------------------------------------------------------- | ------- | ----- | ----- | ------ | ------------- |
|                        | Parti populaire (PP)                                    | 197 201 | 34,49 | 16,35 | 3      | 1             |
|                        | En Marea (Pod.-Anova-EU)                                | 159 638 | 27,92 | 22,56 | 2      | 2             |
|                        | Parti des socialistes de Galice (PSdeG-PSOE)            | 118 988 | 20,81 | 7,27  | 2      | en stagnation |
|                        | Ciudadanos (Cs)                                         | 51 453  | 9,00  | Nv.   | 0      | en stagnation |
|                        | Candidature galicienne (CG-Nós)                         | 26 537  | 4,64  | 7,39  | 0      | en stagnation |
|                        | Parti animaliste contre la maltraitance animale (PACMA) | 5 315   | 0,93  | 0,41  | 0      | en stagnation |
|                        | Union, progrès et démocratie (UPyD)                     | 3 177   | 0,56  | 0,78  | 0      | en stagnation |
|                        | Recortes Cero-Grupo Verde (RC-GV)                       | 1 439   | 0,25  | Nv.   | 0      | en stagnation |
|                        | Communistes de Galicie (CdG-PCPE)                       | 1 377   | 0,24  | 0,01  | 0      | en stagnation |
|                        | Parti de la terre (PT)                                  | 1 158   | 0,20  | Nv.   | 0      | en stagnation |
|                        | Vote blanc                                              | 5 481   | 0,96  | 0,48  |        |               |
|                        |                                                         |         |       |       |        |               |
| Suffrages exprimés     | Suffrages exprimés                                      | 571 764 | 98,64 |       |        |               |
| Votes nuls             | Votes nuls                                              | 7 883   | 1,36  |       |        |               |
| Total                  | Total                                                   | 579 647 | 100   | -     | 7      | en stagnation |
| Abstention             | Abstention                                              | 322 323 | 35,74 |       |        |               |
| Inscrits/Participation | Inscrits/Participation                                  | 901 970 | 64,26 |       |        |               |